# Läskelä
Läskelä (en carélien : Läskelä, en finnois : Läskelä, en russe : Ля́скеля) est une municipalité rurale du raïon de Pitkäranta en république de Carélie.

## Géographie
Läskelä est situé au nord du Ladoga le long de la rivière Jänisjoki, à 38,5 kilomètres au nord-ouest de Pitkäranta.
La municipalité a une superficie de 555,6 km2.
Läskelä voisine les municipalités de Loimola au nord-est, Impilahti au sud-est, Sortavala au sud-ouest et Harlu au nord-ouest. 
71 % de sa superficie est forestière. 
La majeure partie de la zone est constituée de forêts et d'eau.

## Démographie
Recensements (*) ou estimations de la population
| 1959  | 1979  | 1989  | 2007  |
| ----- | ----- | ----- | ----- |
| 4 706 | 4 379 | 4 416 | 3 621 |

| 2009  | 2013  | - | - |
| ----- | ----- | - | - |
| 3 576 | 2 888 | - | - |